# Hôtel de Mucé
L’hôtel de Mucé est un hôtel particulier situé au 4 place du Parlement-de-Bretagne et au 2 rue Saint-Georges à Rennes. Il date du XVIIIe siècle lors de la reconstruction du centre-ville de Rennes.

## Histoire
Il est construit vers 1730 à la suite de l'incendie de Rennes de 1720. Contrairement aux autres hôtels de la place du parlement, il a été conçu par Isaac Robelin et non pas par Jacques Gabriel.
L'hôtel, pour sa façade sur la rue et ses toitures, fait l'objet de deux classements au titre des monuments historiques depuis le 6 et le 24 novembre 1959.

## Description
« [...] il comprend un rez-de-chaussé et un entre-sol cintré en granit, avec trois étages en pierre blanche ; au-dessus du deuxième étage court un frise moulurée, soutenue entre chaque fenêtre par un pilastre ionique ; une corniche règne au-dessus du troisième. Les clefs de voûte des ouvertures ne sont pas sculptées. Le toit est à la Mansard et percé de cinq fenêtres que flanquent des consoles renversées. »

— Paul Banéat, Le Vieux Rennes